# Vichada
Vichada é um departamento da Colômbia. Com 100.242 km², é o segundo maior departamento, atrás do Amazonas. com cerca de 116.944 habitantes em 2023, é o sexto menos povoado e com 1,15 hab/km², sendo o segundo menos densamente povoado.

## Municípios
1. Cumaribo
2. La Primavera
3. Puerto Carreño
4. Santa Rosalia
5. Gaviotas

### Etnias
| Cor/Raça         | Porcentagem |
| ---------------- | ----------- |
| Brancos          | 49,45%      |
| Mestiços         | 48,48%      |
| Afro-colombianos | 2,7%        |